# Lewis Cohen Stuart
Lewis (Louis) Cohen Stuart (Den Haag, 11 juli 1827 - Delft, 24 juli 1878) was een Nederlands civiel ingenieur, hoogleraar in de wiskunde en landmeetkunde aan de Koninklijke Akademie te Delft, en de eerste directeur van de Polytechnische School te Delft, die de Akademie verving.

## Levensloop

### Jeugd en opleiding
Stuart was het zesde kind van James Cohen (1785-1857) en Petronella Wilhelmina Stuart (1791-1838). Stuarts vader kwam uit Engeland, en stamde uit een familie actief in de tabakshandel en in het bankwezen. In Nederland was hij opgeklommen tot hoge ambtenaar, de inspecteur-generaal van de registratie en de staatsloterij. Hij had door zijn drukke werkkring weinig tijd om zich met zijn groot gezin in te laten.

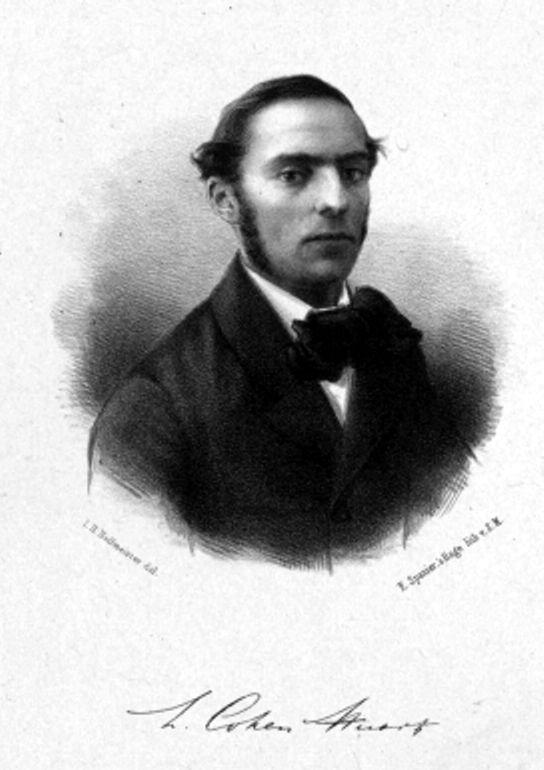
L. Cohen Stuart

In 1830 vestigde het gezin zich in de buitenplaats Eikenduinen bij Scheveningen, nabij Oud Eik en Duinen. Hier ontving hij mede onderwijs van de jonge Jean Gérard Frédéric Estré, die tot 1838 in het gezin als gouverneur optrad. Op 12-jarige leeftijd verloor Stuart zijn moeder. Op school bleef hij in de schaduw van twee oudere broers, die in Leiden gingen studeren. Voor Stuart werd een minder kostbare opleiding tot ambtenaar gekozen.
In 1842 wisselde zijn oudere broer Abraham Benjamin van Leiden naar de net opgerichte Koninklijke Akademie te Delft, waar hij de  opleiding tot Oost-Indische ambtenaar ging doen. Stuart zag zijn eigen opleiding niet zitten, en wilde graag dezelfde kant op. Een leraar in de wiskunde van de avondschool zag er echter geen brood in hem voor te bereiden, en daarom nam hij dit met behulp van zijn broer zelf ter hand.
Zonder les slaagde hij in 1844 voor het toelatingsexamen voor de Koninklijke Akademie te Delft, waar hij in dat najaar begon. Een van zijn eerste studievrienden was Adriaan Gildemeester. Het eerste jaar volgde hij zowel de ingenieursopleiding of vakken bij de opleiding tot Oost-Indische ambtenaar. Dit leidde de volgende zomer tot zulke gezondheidsklachten, dat hij verder beperkte tot de ingenieursopleiding. In 1848 verwierf hij het diploma van civiel ingenieur. In deze tijd ontwikkelde hij een voorliefde, niet voor de eigenlijke ingenieursvakken, maar voor de wiskunde en aanverwante wetenschappen. Na zijn afstuderen, die in die tijd "promotie" werd genoemd, begon hij in Delft als repetitor. Het volgende jaar, in 1949, studeerde hij nog enige maanden in Leiden bij Frederik Kaiser en Gideon Jan Verdam.

### Vroege carrière
In 1851 werd Stuart tot tijdelijk leraar in Delft benoemd als vervanger van H. Strootman, die door ziekte verhinderd werd les te geven. Kort daarna werd hij lector in de Wiskunde, als Strootmans opvolger. In het bijzonder legde hij zich toe op de geodesie. Hij gaf les in Analytische meetkunde, beschrijvende meetkunde, hogere algebra, kosmografie en geodesie, en later ook in differentiaalrekening, en in mechanica.

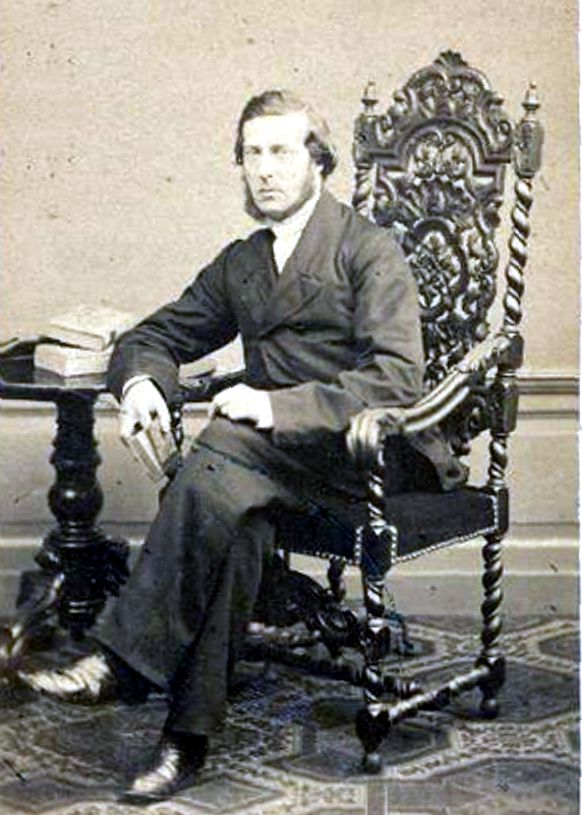
L. Cohen Stuart, 1860s

Bij het Koninklijk Instituut van Ingenieurs begon Stuart van tijd tot tijd ook voordrachten te geven, speciaal over onderwerpen uit de geodesie en de mechanica.
In 1862 deed Stuart op verzoek van de Leidse hoogleraar Frederik Kaiser een onderzoek naar de stand van zaken rond de driehoeksmetingen van Cornelis Rudolphus Theodorus Krayenhoff van begin 19e eeuw. Het jaar erop, in 1863, werd Stuart aan de Universiteit van Leiden tot doctor honoris causa in de wis- en natuurkunde benoemd.

### Directeur aan de Polytechnische school te Delft
Bij Koninklijk Besluit van 30 juni 1864 werd Stuart benoemd tot directeur van de Polytechnische school te Delft, die de Koninklijke Academie te Delft verving. Hij diende in deze functie zo'n 14 jaar en werd in 1878 opgevolgd door Johannes Bosscha jr..
Bij het Koninklijk Instituut van Ingenieurs was Stuart bestuurslid van 1859 tot 1865, en van 1868 tot 1871. Op 8 Mei 1865 werd hij tot lid van de Koninklijke Nederlandse Akademie van Wetenschappen benoemd, waar hij volgens Ramaer (1914) weinig van betekenis heeft gedaan. In 1865 werd hij ook lid van het Bataafs Genootschap voor Proefondervindelijke Wijsbegeerte te Rotterdam.
Stuart overleed plotseling op nog niet hoge leeftijd. Hij was ongehuwd. Zijn portret werd gelithografeerd door Johan Hendrik Hoffmeister  (1823-1904).

## Werk

### Driehoeksmeting van Krayenhoff
In 1861 was de Leidse hoogleraar Frederik Kaiser betrokken bij een Europees landmeetkundig project geïnitieerd door de Pruisische regering. 
In dit kader verzocht hij Stuart na te gaan, of de driehoeksmetingen van Krayenhoff naar de toenmalige nieuwe stand van zaken nauwkeurig genoeg verricht waren. En of zij waardig waren, deel uit te maken van het grote grid, die over Midden-Europa gelegd zou worden. Na een nauwgezette studie van twee jaar bleek het Stuart dat, hoezeer Krayenhoff ook voor zijn tijd uitstekend werk geleverd had, alles toch overgedaan moest worden om op gelijke hoogte te komen met de nieuwere wetenschappelijke inzichten.

### Nadagen Koninklijke Akademie te Delft
In het begin van de jaren 1860 waren voor de Koninklijke Akademie te Delft moeilijke dagen aangebroken. De beide eerste directeuren, Antoine Lipkens en Gerrit Simons, volgens Ramaer (1914) waren uitstekende en tevens humane mannen, en daardoor was het er geldende regime van gedwongen studie weinig hinderlijk. Maar, nadat gedurende enige jaren een raad van beheer onder voorzitterschap van Rehuel Lobatto en secretariaat van W.L. Overduyn de akademie bestuurd had, werd de toestand onhoudbaar.
In 1859 was de Indische oud-genie-officier J.A. Keurenaer als directeur aangesteld, die een stelsel à outrance doorvoerde. De lokalen werden telkens 5 minuten na het begin van een lesuur gesloten en pas na het eind van het uur geopend. Het kwam voor dat de leerlingen binnen waren, en de leraar buiten stond te bellen maar niet mocht worden binnengelaten. De leerlingen werd een stuk voorgelegd, waarbij zij zich verbonden zich aan allerlei krasse maatregelen te zullen onderwerpen. Onder aanvoering van W.K.M. Vrolik werd door de studenten een strijd voor vrije studie gevoerd, waarin zij gesteund werden door Stuart en enige andere leraren.
De minister van Binnenlandse Zaken Thorbecke koos de partij van vrije studie. Na talloze conferenties tussen hem en Stuart kwam de wet op het middelbaar onderwijs tot stand. Stuart werd bij Koninklijk Besluit van 30 juni 1864 benoemd tot directeur van de Polytechnische school, die de Akademie verving.

### Waterpassing van Europa
In 1874 werd de Nederlandse regering opnieuw vanuit het toenmalige Pruisen (Duitsland) verzocht, samen te werken tot het verrichten van een algemene nauwkeurigheidswaterpassing van het grootste deel van Europa. Ook hier had Krayenhoff reeds in het begin der eeuw vrij goede uitkomsten bereikt, doch het bleek, dat ook deze niet voldoende nauwkeurig waren.
Aan Stuart werd de directie een nieuwe nauwkeurigheidswaterpassing opgedragen, en hij heeft daaraan de laatste jaren van zijn leven een groot deel van zijn tijd gewijd. De door hem bij dit werk ingevoerde voorzorgen zijn in 1877 in het Koninklijk Inst. v. Ing. beschreven, en geven van Stuarts inzicht en scherpzinnigheid blijk.

## Publicaties, een selectie
- De eischen der medewerking. aan de graadmeting in Midden-Europa, met Frederik Kaiser. 's-Gravenhage: Koninklijke Akademie van Wetenschappen. 1864
- "De nauwkeurigheidswaterpassing in Nederland," in Notulen Koninklijk Instituut van Ingenieurs. 1876/77.

Publicaties over Lewis Cohen Stuart
- G. van Diesen. "Levensbericht L. Cohen Stuart," in: Jaarboek, 1879, KNAW: Amsterdam, pp. 39–65[9]

## Onderscheidingen
De TU Delft selecteerde dr. ir. Cohen Stuart voor de Alumni Walk of Fame ter gelegenheid van het 175-jarig bestaan in 2017. Cohen Stuart kreeg dit eerbetoon postuum toegekend omwille van zijn uitzonderlijke loopbaan waaronder zijn benoeming als eerste hoogleraar-directeur van de Polytechnische School.